# Unione Sportiva Massese Juventus 1948-1949
Questa pagina raccoglie le informazioni riguardanti l'Unione Sportiva Massese Juventus nelle competizioni ufficiali della stagione 1948-1949.

## Rosa
| N. |                   | Ruolo | Calciatore    |
| -- | ----------------- | ----- | ------------- |
|    | Italia (bandiera) | A     | T. Bacchilega |
|    | Italia (bandiera) | A     | S. Bazzighi   |
|    | Italia (bandiera) | C     | T. Benedetti  |
|    | Italia (bandiera) | A     | Elio Bramanti |
|    | Italia (bandiera) | C     | B. Currai     |
|    | Italia (bandiera) | C     | D. Donati     |
|    | Italia (bandiera) | A     | L. Lentini    |
|    | Italia (bandiera) | D     | L. Maddii     |

| N. |                   | Ruolo | Calciatore        |
| -- | ----------------- | ----- | ----------------- |
|    | Italia (bandiera) | P     | L. Maggi          |
|    | Italia (bandiera) | A     | L. Milani         |
|    | Italia (bandiera) | D     | O. Neri           |
|    | Italia (bandiera) | C     | B. Sernissi       |
|    | Italia (bandiera) | D     | A. Simonti        |
|    | Italia (bandiera) | C     | Leonetto Spagnoli |
|    | Italia (bandiera) | A     | M. Stagi          |
|    | Italia (bandiera) | A     | Otello Voliani    |